# Babybanaan

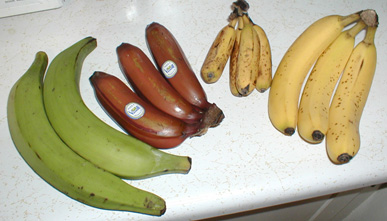
bakbanaan, Rode banaan, babybanaan, dessertbanaan

De babybanaan, rijstbanaan of pisang susu zijn synoniemen voor het bananenras Lady Finger. Het ras  behoort tot het geslacht Musa en heeft het genoomtype AAB. De babybanaan is oorspronkelijk afkomstig uit de Andes van Colombia.
De babybanaan wordt geteeld in onder andere Kenia, Thailand, Mexico en Colombia en daar gebruikt als kookbanaan.
Het is een kleine (6 tot 8 cm lange) banaan met een erg zoete, vanille-achtige smaak, terwijl de gewone dessertbanaan ongeveer 20 cm is. De schil is dun en in rijpe toestand geel.

## Merken
- Ninos